# Keane Lewis-Potter
Keane Lewis-Potter (Kingston upon Hull, Inglaterra, Reino Unido, 22 de febrero de 2001) es un futbolista inglés. Juega de delantero y su equipo es el Brentford F. C. de la Premier League.

## Trayectoria
Formado en las inferiores del Hull City A. F. C., fue promovido al primer equipo en la temporada 2018-19. Debutó con Los Tigres el 6 de enero de 2019 contra el Millwall F. C. en la FA Cup. En marzo de 2019 fue enviado a préstamo al Bradford (Park Avenue) A. F. C. de la National League North por el resto de la temporada.
En la temporada 2020-21 terminó como tercer máximo goleador del equipo con 13 goles en la League One, año en que el club aseguró el ascenso a la Championship.
Al final de la temporada 2021-22, fue premiado por el club como jugador del año, además como mejor jugador escogido por los jugadores y por los fanáticos.
El 12 de julio de 2022 fichó por el Brentford F. C. de la Premier League.

## Selección nacional
En marzo de 2022 fue citado por la selección sub-21 de Inglaterra para disputar la clasificación para la Eurocopa Sub-21 de 2023, donde debutó contra Albania.

## Estadísticas
Actualizado al último partido disputado el 25 de mayo de 2025.
| Club                                       | Div.          | Temporada     | Liga  | Liga  | Copas nacionales | Copas nacionales | Total | Total |
| Club                                       | Div.          | Temporada     | Part. | Goles | Part.            | Goles            | Part. | Goles |
| ------------------------------------------ | ------------- | ------------- | ----- | ----- | ---------------- | ---------------- | ----- | ----- |
| Hull City A. F. C. Inglaterra              | 2.ª           | 2018-19       | 0     | 0     | 1                | 0                | 1     | 0     |
| Bradford (Park Avenue) A. F. C. Inglaterra | 6.ª           | 2018-19       | 5     | 0     | —                | —                | 5     | 0     |
| Bradford (Park Avenue) A. F. C. Inglaterra | Total club    | Total club    | 5     | 0     | 0                | 0                | 5     | 0     |
| Hull City A. F. C. Inglaterra              | 2.ª           | 2019-20       | 21    | 2     | 1                | 0                | 22    | 2     |
| Hull City A. F. C. Inglaterra              | 3.ª           | 2020-21       | 43    | 13    | 8                | 2                | 51    | 15    |
| Hull City A. F. C. Inglaterra              | 2.ª           | 2021-22       | 46    | 12    | 2                | 1                | 48    | 13    |
| Hull City A. F. C. Inglaterra              | Total club    | Total club    | 110   | 27    | 12               | 3                | 122   | 30    |
| Brentford F. C. Inglaterra                 | 1.ª           | 2022-23       | 10    | 0     | 3                | 1                | 13    | 1     |
| Brentford F. C. Inglaterra                 | 1.ª           | 2023-24       | 30    | 3     | 4                | 0                | 34    | 3     |
| Brentford F. C. Inglaterra                 | 1.ª           | 2024-25       | 38    | 1     | 5                | 1                | 43    | 2     |
| Brentford F. C. Inglaterra                 | Total club    | Total club    | 78    | 4     | 12               | 2                | 90    | 6     |
| Total carrera                              | Total carrera | Total carrera | 193   | 31    | 24               | 5                | 217   | 36    |

## Palmarés

### Títulos nacionales
| Título         | Club               | País       | Año     |
| -------------- | ------------------ | ---------- | ------- |
| EFL League One | Hull City A. F. C. | Inglaterra | 2020-21 |